# ガントク
ガントク（英語: Gangtok）は、インドのシッキム州の州都である。

## 概要
ヒマラヤ山脈を構成する中高度の山々が連なる地域にある都市。平坦地は無いと言っても過言ではなく、尾根を含む標高約1,500-1,700mの傾斜地に市街地が発達、谷底はほとんど利用されていない。17世紀にシッキム王国の都が置かれた。その後、ネパール、ブータンによる支配を経て、19世紀に英国統治領となった。市街地から世界第3位の高峰カンチェンジュンガを望むことができることでも知られる。人口は2011年の国勢調査によると約10万人で、増加傾向にあり、2025年の推定人口は14万4千人。市街地の中心部から東北東に直線で20km離れると中華人民共和国のチベット自治区に達する。

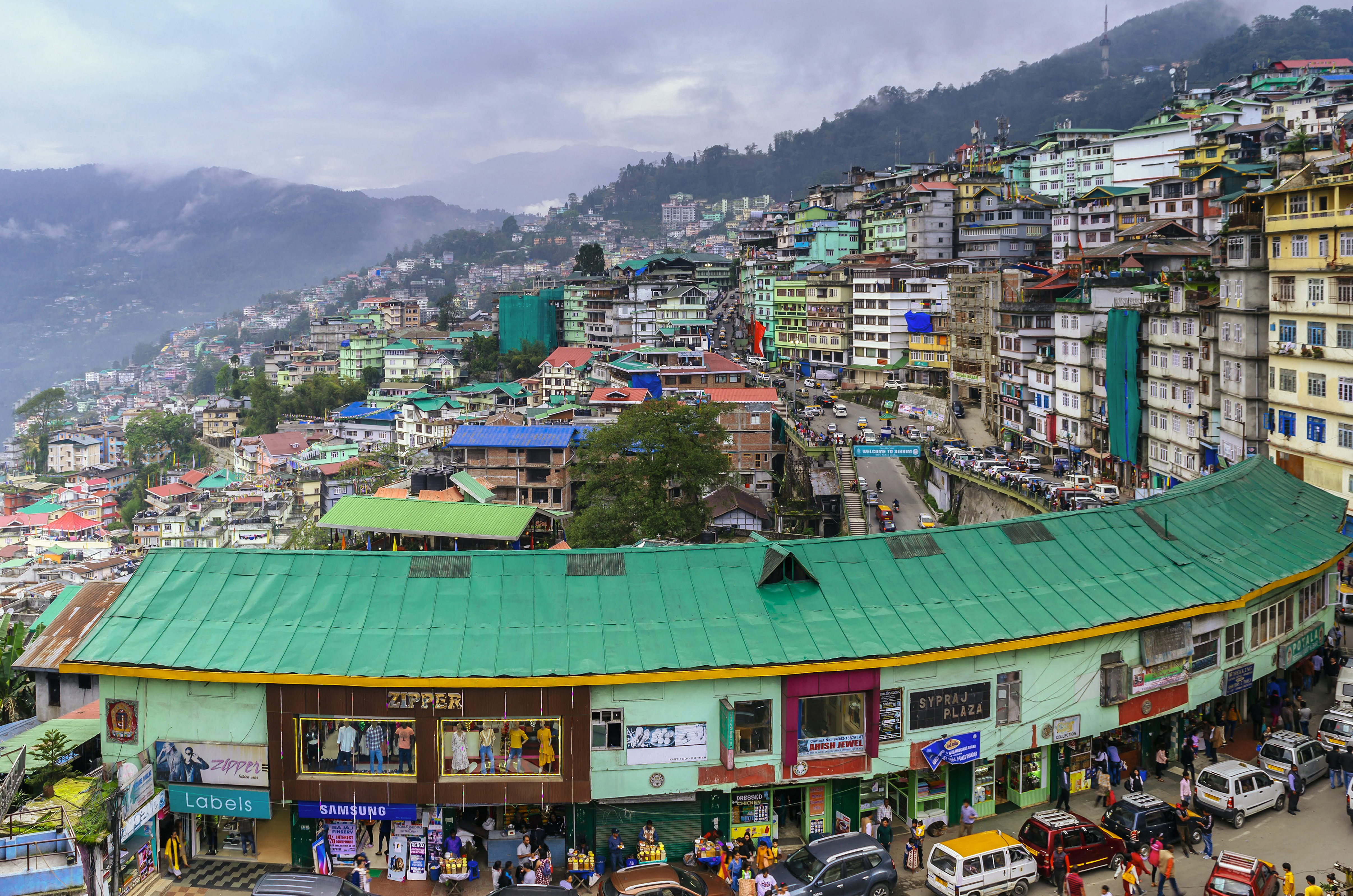
繁華街
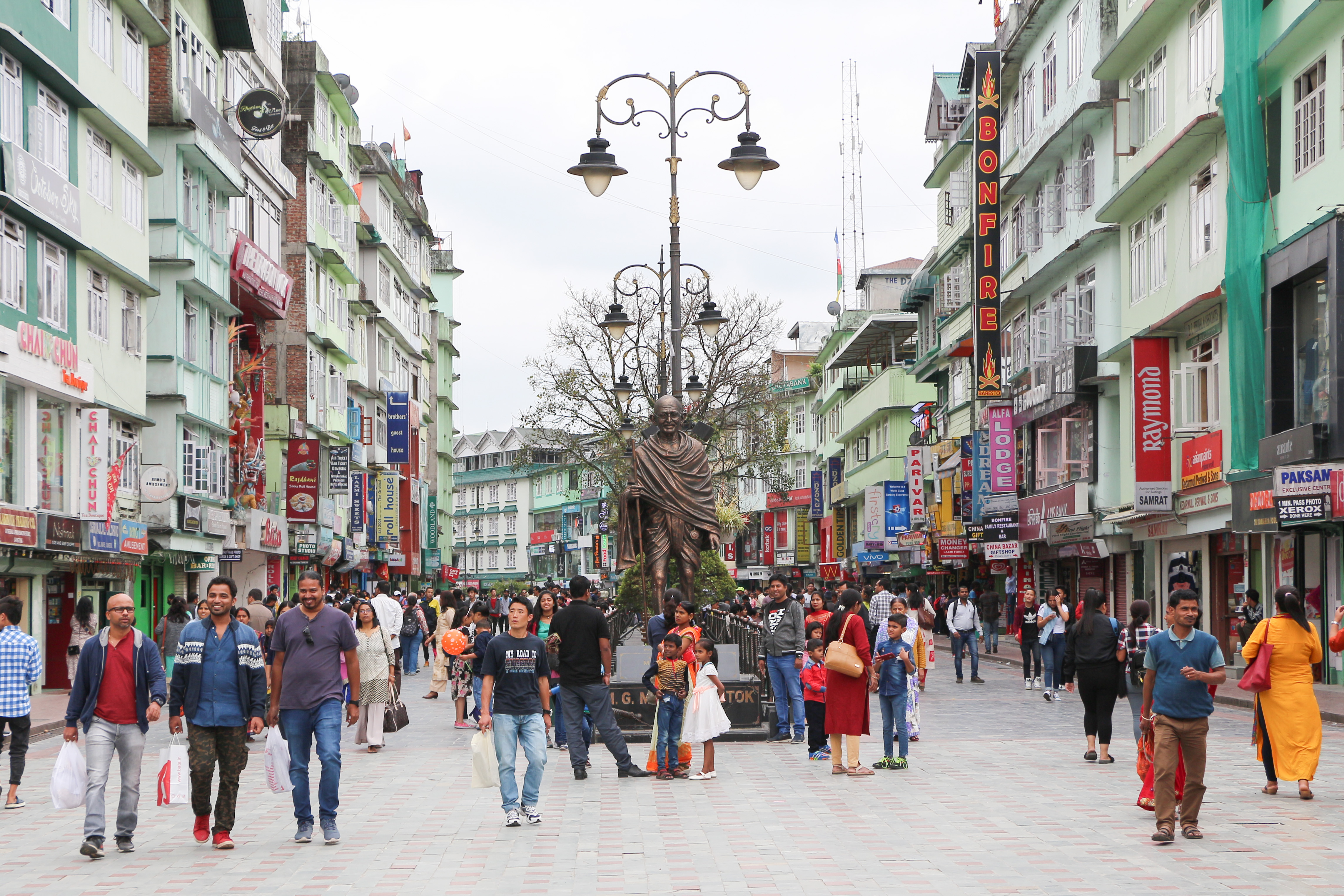
目抜き通りのマハトマ・ガンディー通り（Mahatma Gandhi Marg）
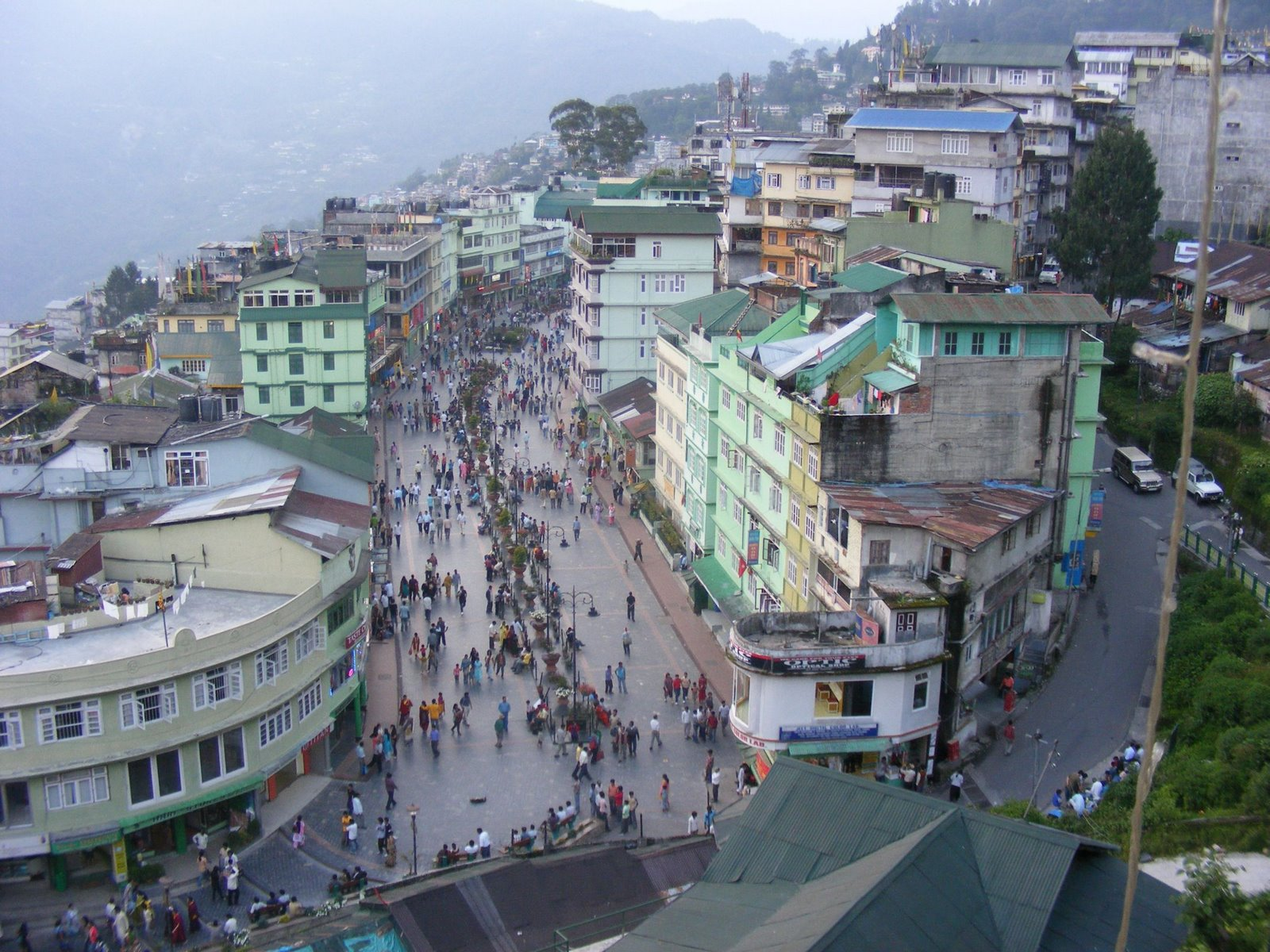
マハトマ・ガンディー通り俯瞰
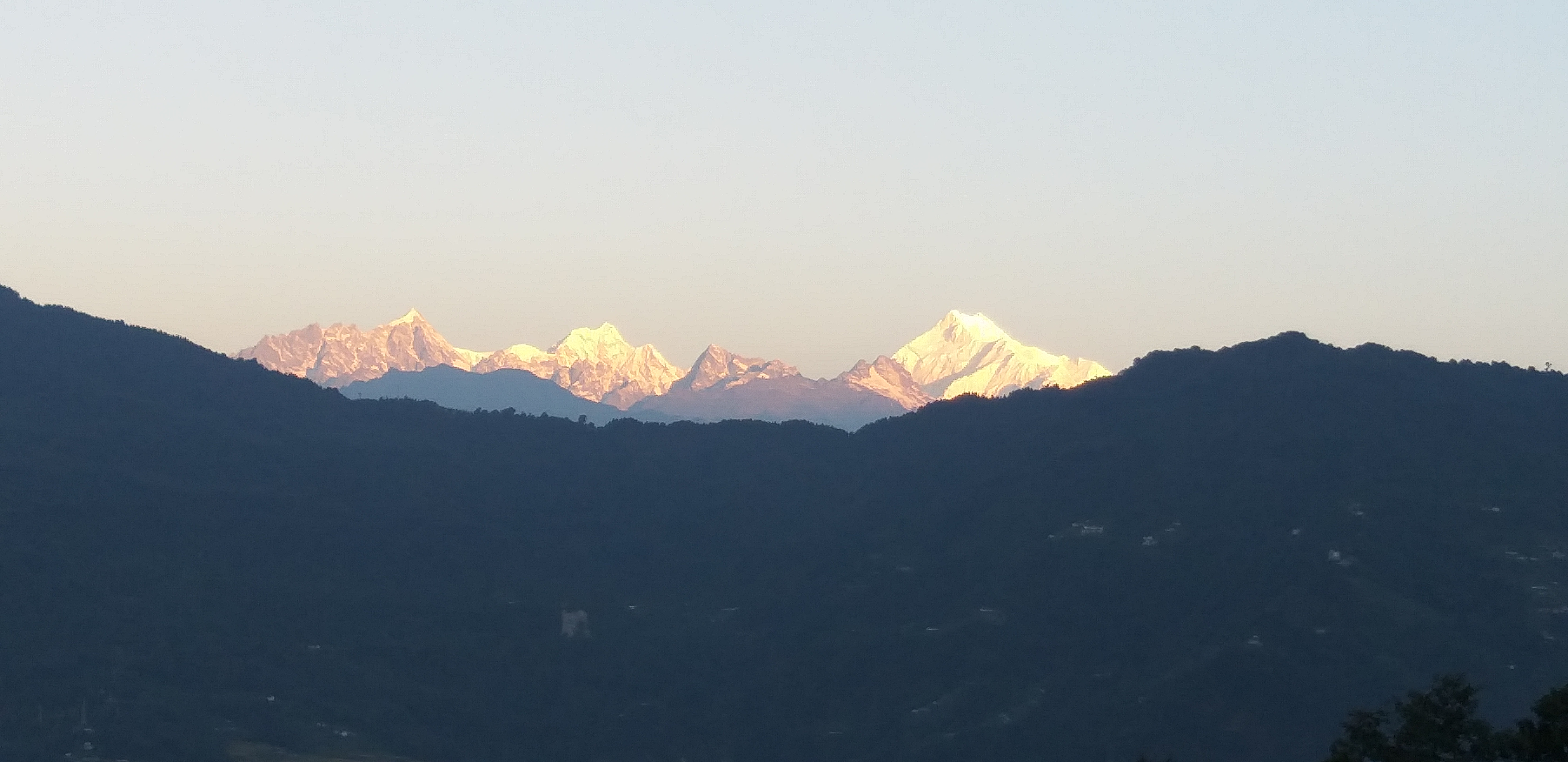
市街地から北西方向に見えるカンチェンジュンガ（最右）

## 宗教
2011年時点では、ヒンドゥー教が最も多く約59%、2位が仏教で約28%、3位がキリスト教で約9%、4位がイスラム教で約3%。国家全体の仏教徒が0.7％であることを考えると仏教徒の割合がとても高い。

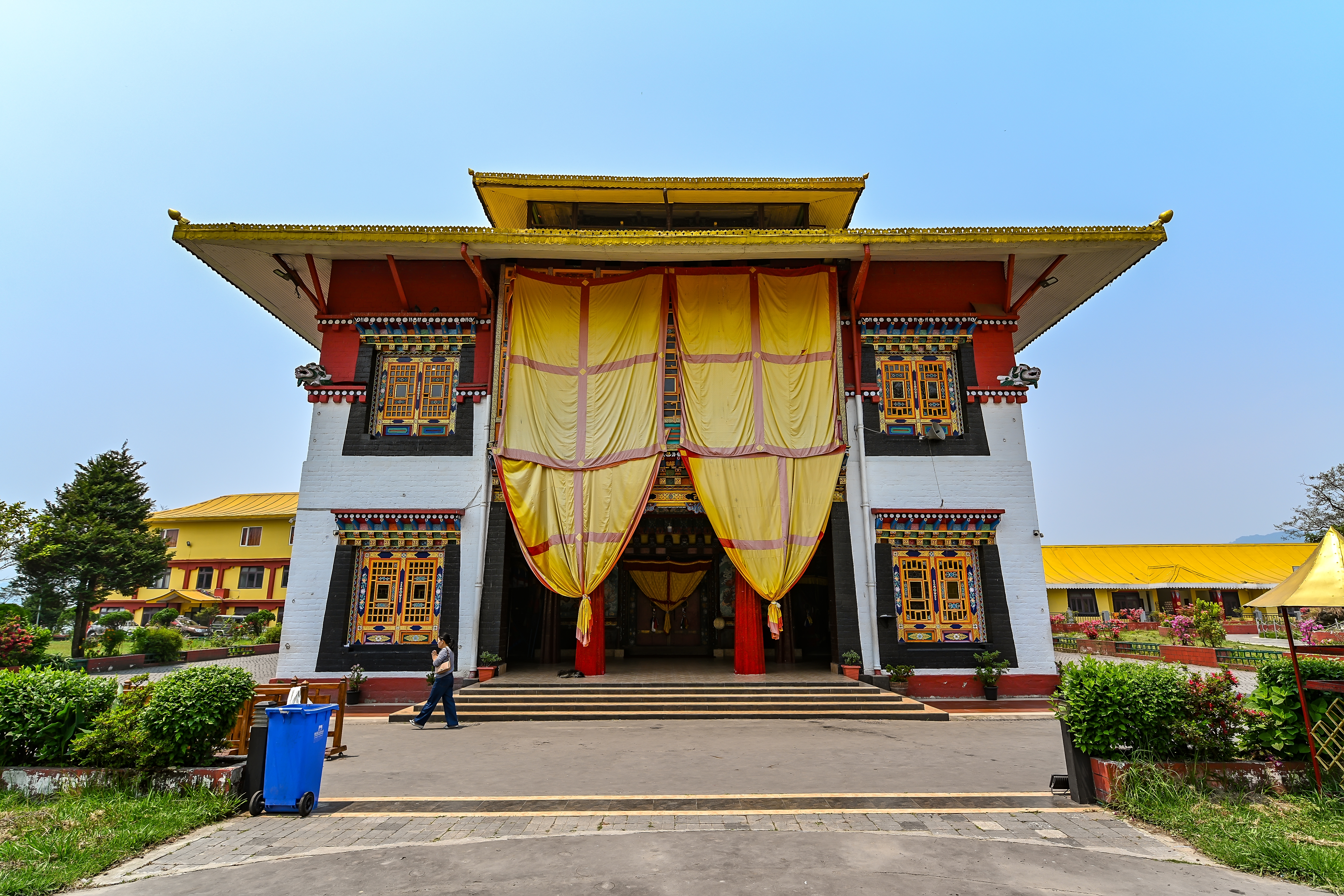
ツクラカン宮（英語版）
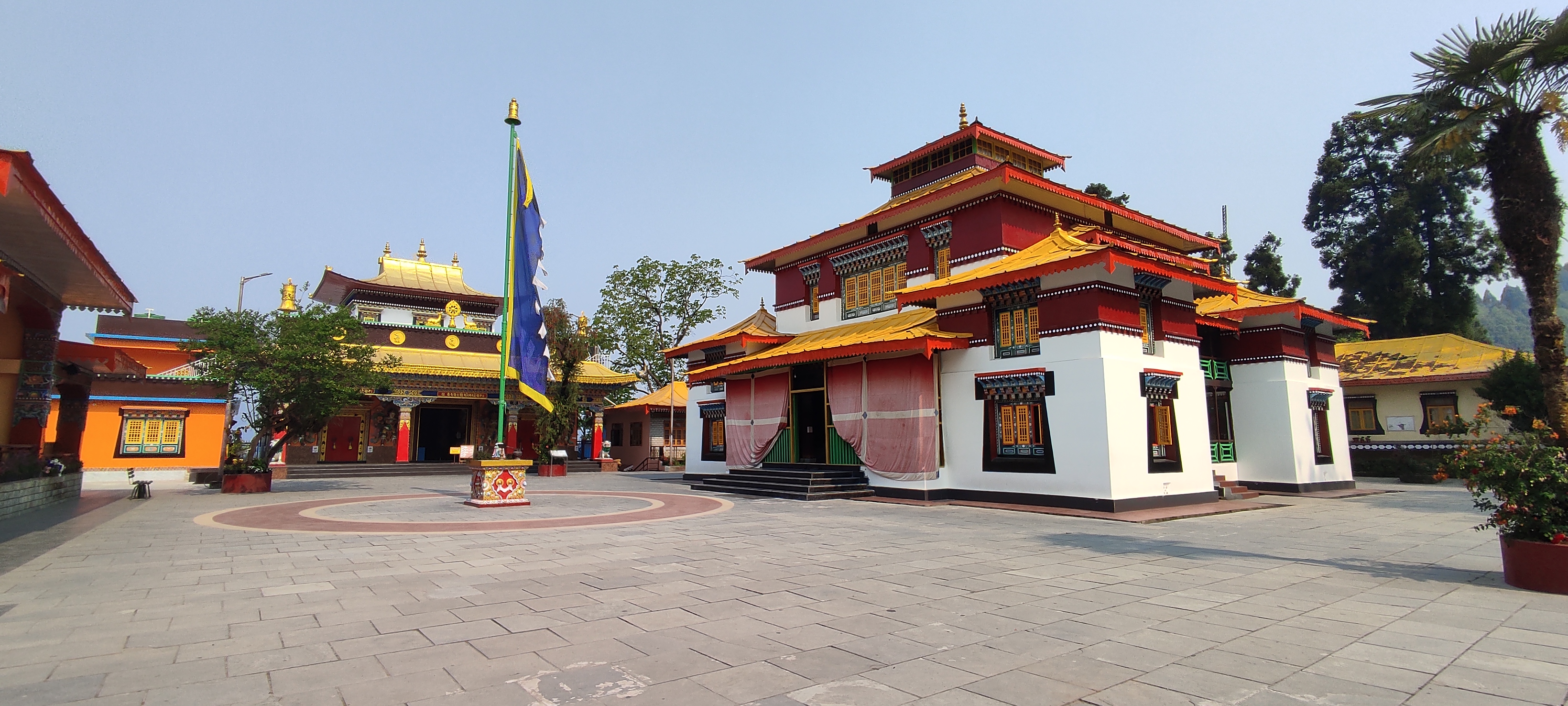
エンチェイ僧院（英語版）
ナムギャルチベット学研究所（英語版）

## 交通

### 道路
国道10号がガントクの市街地から平野部の西ベンガル州シリグリまでを繋いでおり、直線で70kmほど。同国道は大部分をティースタ川に沿っている。近隣の都市であるダージリン、カリンポンとも国道で結ばれている。定期的なバスなどが走行し、これらの都市間を移動することができる。
また、国道10号はガントクの市街地から国道310号に接続し、この道路は東北東方向に延びて印中国境のナトゥ・ラ峠まで到達する。
タクシーはガントク市内で最も広く利用されている 。住民のほとんどは町の中心部から数キロ以内に居住しており、 多くの人々はオートバイや自動車を所有している。ガントクでの自動車総数の98%は自家用車とタクシーであり、これはインドの他の都市と比較すると高い割合である。市内のバスは自動車の1%未満である。長距離の移動を行う場合には、公共タクシーの一種である相乗りのジープがよく利用される。急な坂道が多いため、四輪駆動車が利用されている。3つの停留所が存在するロープウェイがあり、ガントク近郊で運行されている。なお座席は存在していない。

### 鉄道
ガントクに鉄道はない。インド国鉄の最寄の駅はシリグリのNew Jalpaiguri Junction駅で、ガントクの中心地からは直線で南南西に74kmほど離れている場所にある。広軌の鉄道を西ベンガル州セボークからシッキム州ラングポーまで建設中であり、ガントクまでの延伸も計画されている。

### 航空
ガントクに航空はない。最も近い空港は2018年に開港したパキョン空港で、ガントクの中心部から直線で南に11kmほどの場所にある。それまではシリグリのバッグドグラ空港が最も近かった。

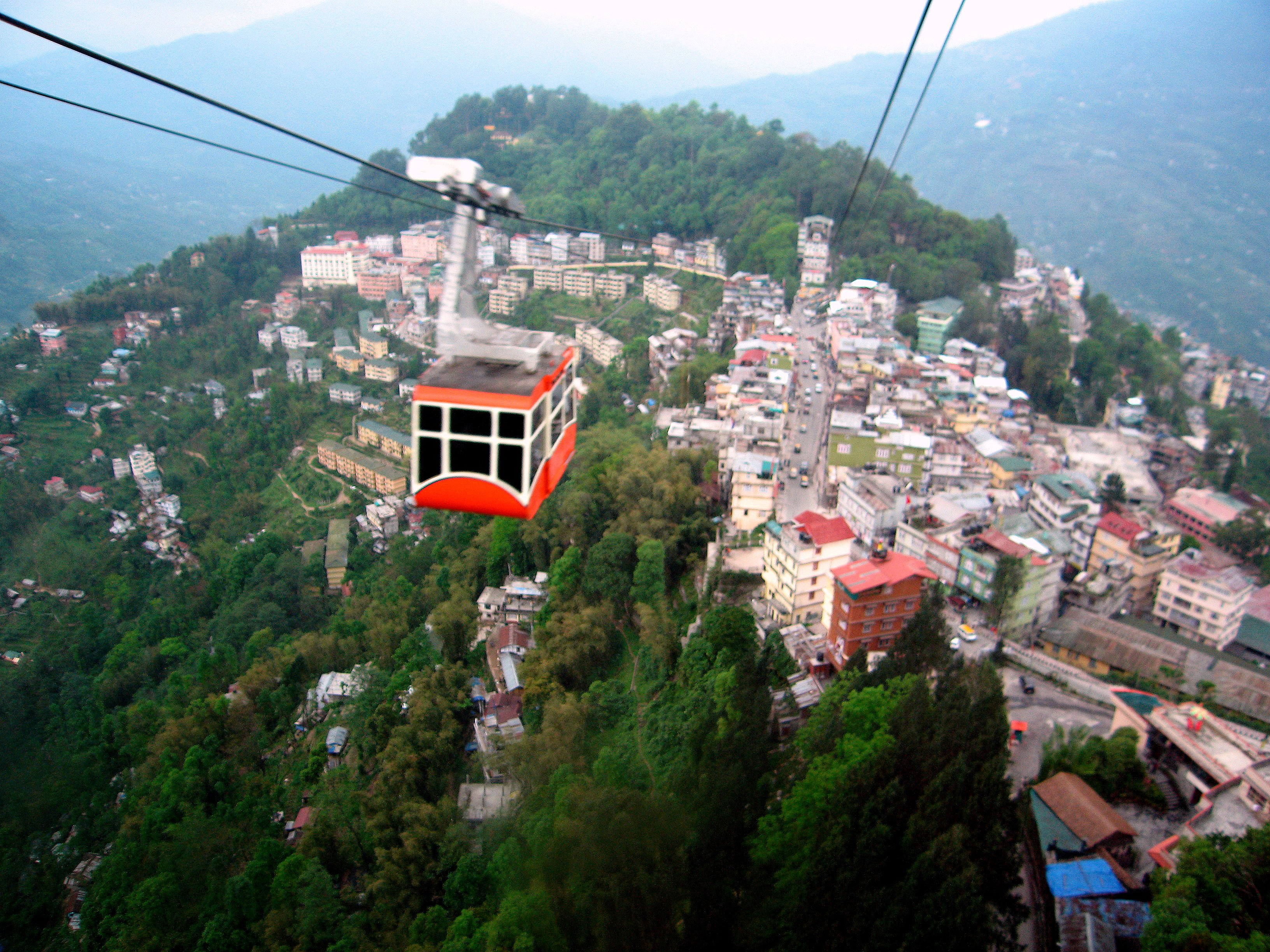
ガントクロープウェイ
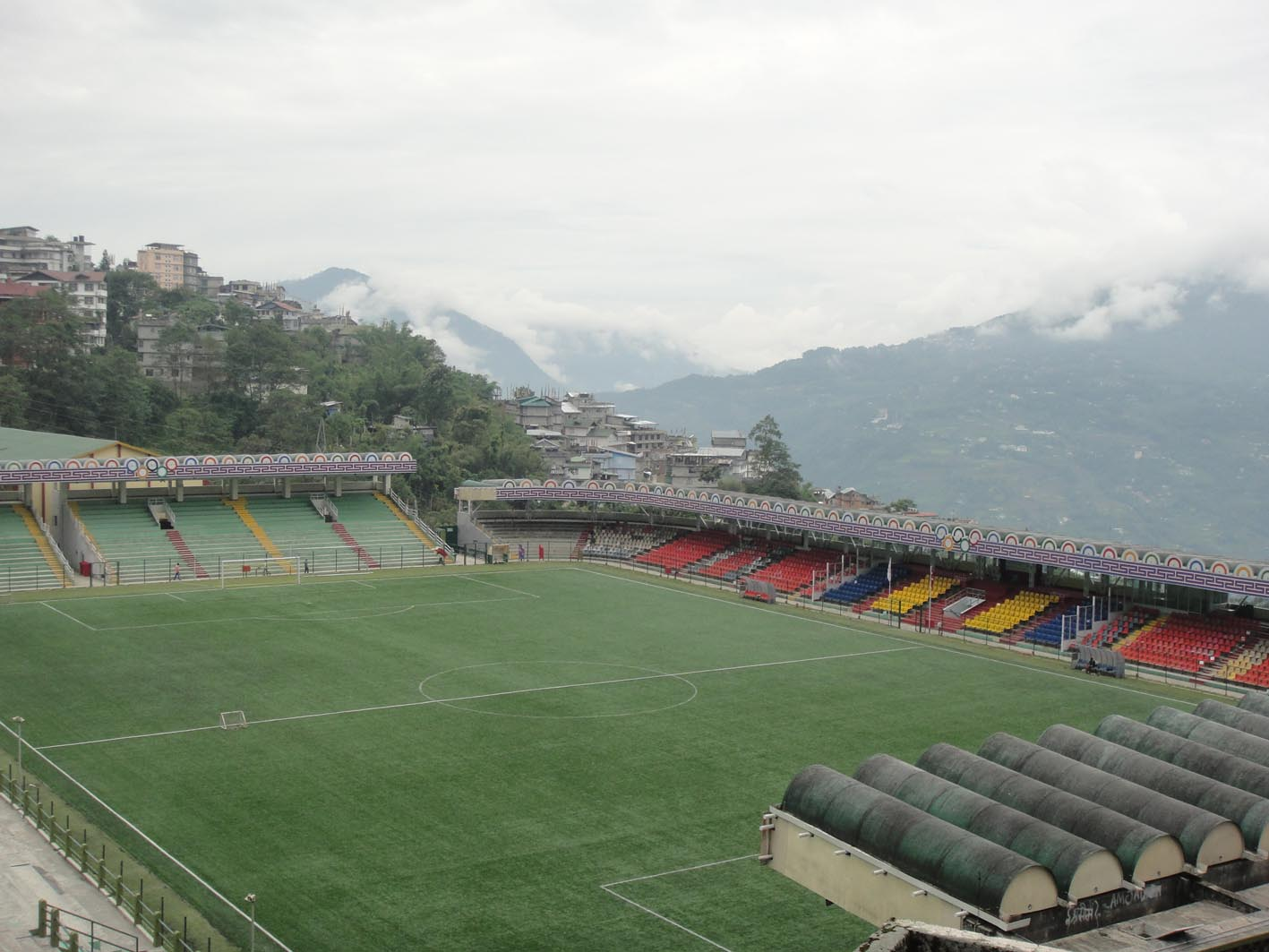
Paljor Stadium